# Badlands (banda)
Badlands fue una banda de Hard rock fundada por el guitarrista de Ozzy Osbourne, Jake E. Lee, y miembros de Black Sabbath y Kiss, Ray Gillen y Eric Singer respectivamente. La banda también estaba conformada por el bajista Greg Chaisson. Después de su primer álbum, Eric Singer fue reemplazado por Jeff Martin. El grupo permaneció activo de 1988 a 1992 y grabó dos discos, Badlands (1989) y Voodoo Highway (1991), antes de la muerte de Ray Gillen en 1993, lo que dio fin al proyecto. En 1998 se lanzó Dusk, un disco póstumo.

## Formación
Después de la gira soporte del álbum The Ultimate Sin de Ozzy Osbourne, Jake E. Lee decidió formar un nuevo proyecto después de haber sido despedido. Conoció a Ray Gillen, un vocalista que había sido despedido de Black Sabbath luego de un periodo de tiempo, y no llegando a editarse "The Eternal Idol" con su voz, fue Tony Martin quien regrabó todas las voces. Tiempo después, el disco fue reeditado con la voz de Ray. En algunas semanas, el dúo se hizo de los servicios del bajista Greg Chaisson y del baterista Eric Singer.

## Badlands
La banda lanzó el disco Badlands en junio de 1989, obteniendo buena aceptación. Realizaron videos de las canciones "Dreams In The Dark" y "Winter’s Call", logrando difusión por el canal MTV. Esto ayudó al álbum a escalar posiciones en las listas Billboard, hasta alcanzar el puesto n.º 57.

## Voodoo Highway
Eric Singer pronto abandonó Badlands para unirse a la gira de Alice Cooper, y posteriormente a Kiss, en reemplazo del baterista Eric Carr, que había fallecido. Badlands optó por Jeff Martin como reemplazante de Singer, lanzado Voodoo Highway en 1991. Sin embargo, la agrupación empezó a entrar en decadencia, con Jake E. Lee acusando a Gillen de conspirar con la discográfica para dar a la banda un sonido más comercial.

## La muerte de Ray Gillen
Tras finalizar la gira por el Reino Unido a finales de 1991, Gillen fue despedido oficialmente de la banda. Lee insistió a la prensa que la agrupación continuaría con el vocalista John West. Sin embargo la disquera Atlantic Records se opuso porque no le gustaba la dirección que estaba tomando la banda en ese momento. Gillen entonces hizo una aparición en la banda del guitarrista George Lynch (ex-Dokken), en el disco Sacred Groove. Más tarde formó la agrupación Sun Red Sun con el guitarrista Al Romano, el bajista Mike Starr y el baterista Bobby Rondinelli, pero justo cuando la nueva agrupación se estaba dando a conocer después de grabar un disco, Gillen fue diagnosticado con sida. El 1 de diciembre de 1993, Ray falleció en su casa en Nueva Jersey acompañado de sus familiares y compañeros, debido a una neumonia derivada del sida que padecía. Años después de su muerte fue acusado de infectar a mujeres con el virus sabiendo que el la padecia.

## Discografía

### Badlands (1989)
| N.º   | Título                | Duración |  |
| 1.    | «High Wire»           | 3:45     |  |
| 2.    | «Dreams in the Dark»  | 3:29     |  |
| 3.    | «Jade's Song»         | 1:23     |  |
| 4.    | «Winter's Call»       | 5:35     |  |
| 5.    | «Dancing on the Edge» | 3:27     |  |
| 6.    | «Streets Cry Freedom» | 6:10     |  |
| 7.    | «Hard Driver»         | 4:50     |  |
| 8.    | «Rumblin' Train»      | 5:46     |  |
| 9.    | «Devil's Stomp»       | 4:54     |  |
| 10.   | «Seasons»             | 6:20     |  |
| 11.   | «Ball & Chain»        | 4:13     |  |
| 49:33 |                       |          |  |

Todas las canciones fueron compuestas por Ray Gillen y Jake E. Lee.

### Voodoo Highway (1991)
| N.º   | Título                    | Duración |  |
| 1.    | «The Last Time»           | 3:41     |  |
| 2.    | «Show Me the Way»         | 4:12     |  |
| 3.    | «Shine On»                | 4:22     |  |
| 4.    | «Whiskey Dust»            | 4:18     |  |
| 5.    | «Joe's Blues»             | 0:57     |  |
| 6.    | «Soul Stealer»            | 2:58     |  |
| 7.    | «3 Day Funk»              | 3:52     |  |
| 8.    | «Silver Horses»           | 4:40     |  |
| 9.    | «Love Don't Mean a Thing» | 4:01     |  |
| 10.   | «Voodoo Highway»          | 2:22     |  |
| 11.   | «Fire and Rain»           | 3:40     |  |
| 12.   | «Heaven's Train»          | 3:58     |  |
| 13.   | «In a Dream»              | 2:14     |  |
| 45:15 |                           |          |  |

Todas las canciones fueron compuestas por Ray Gillen y Jake E. Lee.

### Dusk (1998)
| N.º   | Título                   | Duración |  |
| 1.    | «Healer»                 | 4:45     |  |
| 2.    | «Sun Red Sun»            | 5:29     |  |
| 3.    | «Tribal Moon»            | 3:55     |  |
| 4.    | «The River»              | 4:41     |  |
| 5.    | «Walking Attitude»       | 2:55     |  |
| 6.    | «The Fire Lasts Forever» | 4:04     |  |
| 7.    | «Dog»                    | 3:27     |  |
| 8.    | «Fat Cat»                | 4:33     |  |
| 9.    | «Lord Knows»             | 4:55     |  |
| 10.   | «Ride the Jack»          | 4:17     |  |
| 43:01 |                          |          |  |

Todas las canciones fueron compuestas por Ray Gillen y Jake E. Lee.